# Hans Lucks
Hans Lucks (* 3. Dezember 1927 in Elbing (Westpreußen); † 2. Oktober 1984 in Bremen) war ein deutscher Politiker (CDU) und Mitglied der Bremischen Bürgerschaft.

## Biografie
Lucks war seit etwa 1951 als technischer Mitarbeiter bzw. Ingenieur und dann Leiter der Vereinigten Deutschen Electronic-Werke (DEWEK) und der Norddeutschen AG für Unterhaltungselectronik GmbH sowie der Nordmende AG in Bremen tätig.

## Politik
Er beantragte am 11. Februar 1944 die Aufnahme in die NSDAP und wurde zum 20. April 1944 aufgenommen (Mitgliedsnummer 9.843.384).
Nach dem Krieg wurde er Mitglied der CDU und war Mitglied im Landesvorstand der CDU Bremen. Von 1979 bis 1984 war er Mitglied der 10. und 11. Bremischen Bürgerschaft sowie Mitglied verschiedener Deputationen, u. a. für Bildung (stellv. Sprecher). Er war bildungspolitischer Sprecher der CDU, der die Bildungspolitik der SPD in Bremen ablehnte. 
Lucks war lange in der Elternarbeit für die Schulen (Gymnasium Parsevalstraße) aktiv und zuletzt Vorsitzender des Zentralelternbeirates (ZEB) in Bremen.
Er war verheiratet und hatte Kinder. Sein Grab befindet sich auf dem Friedhof Bremen-Hemelingen.